# 한국주철관공업
한국주철관공업은 대한민국의 금속 회사이다.
덕타일 주철관을 주로 생산하며 상하수도관 관련 매출 비중이 93%에 달한다.

## 역사
- 1953년 - 한국기계주물제작을 설립
- 1961년 - 한국주철관공업으로 사명변경
- 1969년 - 주식을 상장
- 1979년 - 본사와 공장을 현위치로 이전
- 2007년 - 쌍용으로부터 진방스틸코리아를 인수

## 판례
대법원 판례 78다1164에서 보조참가인으로 소송에 참가한 바 있다.

## 같이 보기
- 수도관